# النقيل (مناخة)

تعديل مصدري - تعديل

النقيل هي إحدى قرى عزلة حصبان بمديرية مناخة التابعة لمحافظة صنعاء، بلغ تعداد سكانها 336 نسمة حسب تعداد اليمن لعام 2004.